# ラック・ローズ
ラック・ローズ（lac Rose）とは、西アフリカのセネガル共和国ダカール州に位置する、約3 km2の赤い水を湛えた潟湖である。正式名称はレトバ湖（lac Retba）だが、バラ色の湖という意味の「lac Rose」という通称で広く知られている。加えて、パリ～ダカール・ラリーのゴール地点としても名高い。

## 湖水
ラック・ローズは水深は3 mと浅く、低緯度に位置しているために、地球上でも比較的強力な太陽光を受けて湖からは盛んに水の蒸発が起こり、塩分濃度が上昇する。その塩分濃度は最大で40パーセントと、海水の約10倍に達する。このような塩分濃度では、高度好塩菌のような特殊な生物でなければ棲息が難しい。ラック・ローズの湖水がバラ色になる理由は、ドナリエラ・サリナ（Dunaliella salina）と言う藻類が湖水中に大繁殖し、この色の色素を生合成しているためである。なお、セネガル付近は例年11月から5月にかけてが乾季に当たり、この時期には湖の水位が低下するため、乾季にはバラ色が、より鮮やかになる。ただ、このような環境でも湖には魚類も棲息している。魚類は湖の塩分に適応した結果、普通の環境で育った個体より小ぶりである。

## 製塩業

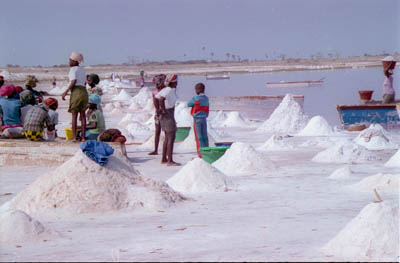
ラック・ローズから採られた食塩。

その高い塩分濃度を活かしてラック・ローズでは製塩業が営まれてきた。アフリカ全土から集まった3000人以下の男女が、毎日6時間から7時間かけて食塩の生産に関わっている。彼らは、塩分による肌荒れを防止するため、シアーバターノキから摂れるシアバター（beurre deKarité）で肌を保護している。採取された食塩は、現地では魚の保存などに使用される。